# Darkthrone
Darkthrone (nogle gange fejlagtigt stavet som "Dark Throne" og ikke mindst "Dankthrone" blandt kendere) er et meget indflydelsesrigt norsk black metal-band, der blev dannet i 1987 under navnet Black Death. De er et af de eneste tilbageværende større bands fra den såkaldte "anden bølge af black metal" (flere af de andre – Burzum, Emperor, Immortal og Mayhem har alle været eller er opløste).
Efter nogle demoer og et enkelt album som dødsmetal-band ændrede Darkthrone totalt stil efter et møde med Mayhem-guitaristen Øystein Aarseth. Dette radikale skift førte til, at bandet blev et af verdens første black metal-bands, og deres andet album, A Blaze in the Northern Sky fra 1992, betragtes da også af flere som verdens første black metal-album.
Efter A Blaze in the Northern Sky fulgte to yderligere meget succesfulde black metal-album. Trioen af Darkthrones første tre black metal-udgivelser er efterfølgende blevet kendt som "den sorte trilogi", og de to af dem, A Blaze in the Northern Sky (1992) og Transilvanian Hunger (1994), er begge ofte blevet beskrevet som de mest indflydelsesrige black metal-album nogensinde.
Efterfølgende har Darkthrone udgivet mange senere album, hvoraf ingen dog har toppet trilogiens popularitet i undergrundsmiljøet.
I de senere år er Darkthrones lyd begyndt at appellere til flere mainstream-medier, selvom bandet dog ikke har ændret sig voldsomt siden de tidlige 90'ere. Således var bandet i 2004 nomineret til en Alarmpris – en nominering som de i øvrigt takkede nej til. Ep'en Too Old, Too Cold fra 2006 og det efterfølgende album The Cult Is Alive blev henholdsvis nr. 11 og nr. 22 på den norske hitliste og blev dermed Darkthrones første, og hidtil eneste, udgivelser som har opnået hitlisteplaceringer.

## Biografi

### Dannelsen (1986-1991)
I 1986 mødtes trommeslager/vokalist Gylve Nagell, som dengang gik under pseudonymet "Death", og guitaristen Anders Risberget for at danne dødsmetal-bandet Black Death. Året efter indspillede de to demoer, først Trash Core og senere, efter bassist Ivar Enger kom med i bandet, Black is Beautiful, som blev udsendt 12. oktober 1987. På dette tidspunkt var bandet ikke særligt seriøst med sangtitler som "Pizzabreath", "Opp Lille Hans" og "Nasty Sausage".
Senere i 1987 skiftede Black Death navn til Darkthrone – inspireret af navnet på et dansk musikmagasin, "Blackthorn", og sangteksten fra en Celtic Frost-sang. Samtidig tog et par af medlemmerne nye "dæknavne", og Nagell skiftede fra "Death" til "Fenriz", mens Enger blev "Zephyrous".
I 1988 kom Dag Nilsen med i bandet som bassist, og Zephyrous skiftede instrument til guitar.
Darkthrones første udgivelse under det nye navn blev demoen Land of Frost i 1988. Temaerne på sangene var nu blevet langt mere seriøse.
Efter udgivelsen af Land of Frost forlod Risberget Darkthrone og blev efterfølgende afløst af Ted Skjellum, som både overtog Risbergets guitarrolle og Fenriz' vokal. Denne nye medlemsopstilling udsendte reklamebåndet A New Dimension fulgt i 1989 af demoerne Thulcandra og Cromlech. Sidstnævnte demo skaffede bandet en kontrakt med det kendte britiske pladeselskab Peaceville Records i 1990. Samme år indspillede Darkthrone deres debutalbum, som blev udgivet med titlen Soulside Journey i januar 1991. På de første mange eksemplarer af albummet står Fenriz nævnt som "Hank Amarillo", hvilket Fenriz selv lavede som en joke.
Soulside Journey var Darkthrones eneste dødsmetal-album, hvis man ser bort fra demoerne.

### Skift til black metal (1991-1992)
Efter udgivelsen af Soulside Journey gik bandet i gang med at skrive og indspille musik til deres næste album, som de havde besluttet skulle have titlen Goatlord.
I slutningen af 1991 mødtes de med Øystein Aarseth, bedre kendt som "Euronymous", daværende guitarist for black metal-bandet Mayhem. Mødet med Euronymous påvirkede bandet så meget, at de besluttede sig for et radikalt skift i deres musikalske stil: De ville spille black metal. Indspilningerne til Goatlord blev droppet (det ufærdige album blev udgivet i 1996), og bandet begyndte i stedet at koncentrere sig om nyt black metal-materiale. I denne sammenhæng begyndte de at benytte elementer, der senere skulle kendetegne black metal-scenen, såsom corpsepaint, og Skjellum tog sit dæknavn "Nocturno Culto". Nilsen brød sig ikke om dette skift i stil, og efter at have indspillet basdelen til det nye album forlod han bandet.
Efter meget tøven fra Peaceville, som tvivlede stærkt på, at bandets ændring i stil var en god ide, blev albummet udgivet i februar 1992 som A Blaze in the Northern Sky. Af et black metal-album at være fik det en meget god modtagelse, og All Music Guide har udvalgt det til et album, der er "værd at lytte til". Albummet blev også en stor kilde til indflydelse for fremtidige black metal-bands og betragtes af mange som et af de første black metal-album, selvom det stadig havde spor af dødsmetal.
I starten af 90'erne voksede det norske black metal-miljø betragteligt, hovedsageligt som følge af det enorme mediefokus som Varg Vikernes fra Burzum havde skaffet miljøet, og antallet af Darkthrone-fans steg af samme årsag betragteligt.
I 1993 begyndte Darkthrone indspilningen af deres tredje album, Under a Funeral Moon. Nocturno Culto havde på dette tidspunkt skiftet fra guitar til bas.
Albummet blev udgivet senere i 1993 og var bandets første udgivelse, som udelukkende bestod af "klassisk" black metal uden elementer af dødsmetal. Det betragtes af Fenriz som det album som Darkthrone har baseret deres senere udgivelser på.

### Succesen medTransilvanian Hunger(1994-1995)
Zephyrous forlod de facto Darkthrone efter udgivelsen af Under a Funeral Moon, og bandet var dermed reduceret til Fenriz, som stadig spillede trommer, og Nocturno Culto, som nu både var bandets guitarist, bassist og vokalist.
De to begyndte derefter indspilningen til næste album, Transilvanian Hunger, som blev udgivet 17. februar 1994. På albummet blev alle instrumenter spillet af Fenriz, og Nocturno Culto indspillede kun vokal.
Udgivelsen blev blandet modtaget af fans og anmeldere. Nogle, deriblandt All Music Guide, kritiserede albummet for dets utroligt ringe produktion. Mange andre har dog hyldet albummet for dets guitar og vokal, og det betragtes generelt som et af de reneste eksempler på "sand black metal", samt et af de mest indflydelsesrige black metal-album nogensinde..
Norges mest berygtede black metal-musiker, Varg Vikernes, skrev teksten til albummets fire sidste numre samt indtalte en besked i slutningen af sangen "As Flittermice As Satans Spys", som, hvis den spilles baglæns, siger "In the name of God, let the churches burn" ("I Guds navn, lad kirkerne brænde").
Darkthrone modtog nogen kritik for at have placeret betegnelsen "Norsk Arisk Black Metal" på omslaget til Transilvanian Hunger. Bandet prøvede dog at forklare, at det på norsk betød "Sand norsk black metal", hvilket dog ikke overbeviste kritikerne. På et tidspunkt kom Fenriz derfor med en udtalelse som skabte en del postyr:
| Citat                           | Vi vil gerne slå fast, at Transilvanian Hunger er hævet over al kritik. Hvis nogen skulle forsøge at kritisere denne lp, bør han eller hun behandles gennemført nedladende overfor for denne tydeligvis jødiske opførsel. | Citat |
| Fenriz om Transilvanian Hunger. | |       |

Dette resulterede i, at Peaceville udsendte en pressemeddelelse hvor de understregede, at de ikke kunne censurere et band, men de fordømte Darkthrones handlinger. Sætningen "Norsk Arisk Black Metal" forblev trykt indtil albummet blevet genudgivet i 2001.
I 1995 forlod Zephyrous officielt bandet, angiveligt fordi han blev voldsomt misantropisk. Darkthrone fastholder, at Zephyrous vandrede ind i en skov og aldrig vendte tilbage, men Nocturno Culto har dog senere udtalt, at han stadig har kontakt til Zephyrous.

### PanzerfaustogTotal Death(1995-1996)
Efter udgivelsen af Transylvanian Hunger forlod Darkthrone Peaceville, angiveligt fordi Fenriz kun ville arbejde sammen med nordmænd, mens Peaceville hævder at det skyldtes problemet med de antisemitiske budskaber på omslaget til Transilvanian Hunger.
I stedet skrev bandet kontrakt med Moonfog Records, som blev drevet af Satyr, kendt fra bandet Satyricon.
Med en ny pladekontrakt indspillede bandet albummet Panzerfaust, som blev udgivet 6. juni 1995.
Bandet kaldte selv Panzerfaust for "det ultimative hyldestalbum til Celtic Frost og Bathory".
Varg Vikernes bidrog igen med teksten til et nummer på albummet, mens et andet, "Snø Og Granskog", faktisk var et gammelt digt. Sidstnævnte er også det eneste nummer på albummet, hvor Fenriz synger.
Panzerfaust var Darkthrones fjerde album efter den "sorte trilogi" (A Blaze in the Northern Sky, Under a Funeral Moon og Transylvanian Hunger), og nogle fans har indvendt, at fra Panzerfaust og fremefter havde Darkthrone udviklet sig i en "forkert" retning og var blevet mindre ekstremt. Nocturno Culto har i den sammenhæng udtalt:
| Citat                                   | Der vil altid være folk, der beklager sig. Folk kan lide at beklage sig, og specielt om ting som dette. Men hvem fanden interesserer sig for det? Ikke os. Jeg er faktisk meget træt af denne såkaldte black metal-"scene". "Scenen" omfatter hovedsageligt folk, der beklager sig. Darkthrone vil altid lave album, som passer os i bandet. Vi spiller en slags metal, black vil jeg mene, men vi er så pokkers frie og laver riffs som passer OS, ikke dem... Vi har andre bands til den slags..." | Citat |
| Nocturno Culto om kritik af Panzerfaust | |       |

I 1996 udgav bandet deres sjette studiealbum, Total Death. Albummet skulle dog oprindeligt have heddet "Krieg", og det var planlagt at Zephyrous skulle have skrevet sangteksterne. Da Zephyrous ikke længere var i bandet, blev teksterne i stedet skrevet af Nocturno Culto og musikere fra flere andre kendte bands (Garm fra Ulver, Ihnsahn fra Emperor, Satyr fra Satyricon og Carl-Michael Eide fra Ulver). Fenriz og Nocturno Culto spillede begge bas på albummet, som viste en mere teknisk sangstruktur, der ikke havde været set i Darkthrone siden Soulside Journey og A Blaze in the Norhtern Sky. Dette skift fik en blandet modtagelse af fans.
Samme år udgav Darkthrone også Goatlord, som bestod af de indspilninger, som bandet havde været i gang med efter udgivelsen af Soulside Journey, inden de droppede dødsmetallen og skiftede til black metal. Oprindeligt havde der ikke været nogen vokal på numrene, men disse var blevet tilføjet i 1994 af Fenriz og Satyr.

### Ændringer i musikstilen (1999-2005)
Efter udgivelserne af Total Death og Goatlord forsvandt Nocturno Culto, og med ham Darkthrone, fuldstændig fra black metal-miljøet i tre år, da han havde fået kone og børn, og der begyndte at gå rygter om at bandet var blevet opløst. Fenriz' inaktivitet skyldtes med hans egne ord at han var "udbrændt efter at have lavet en masse kreative ting i perioden 1992 – 1995".
Da de vendte tilbage i 1999 var det med albummet Ravishing Grimness. Igen på dette album var der en stor indflydelse fra Celtic Frost og overraskende nok også fra punk.
Albummet vendte tilbage til den velkendte black metal, men havde, modsat de fleste af sine forgængere, en meget ren og klar produktion, samt et meget langsommere tempo end tidligere. Begge ting blev kritiseret af fans, som mente at denne produktion var at gå på kompromis med black metals "idealer".
I 2000 udgav Darkthrone deres første opsamlingsalbum, Preparing For War, via Peaceville Records. Albummet indeholdt musik fra alle de udgivelser, som bandet havde haft med Peaceville lige fra deres demoer til Transilvanian Hunger.
Året efter, i 2001, udgav de Plaguewielder, hvilket var det første album, der ikke blev markedsført som "sand norsk black metal". Albummet fortsatte den rene produktion fra Ravishing Grimness og begyndte i højere grad at benytte egentlige heavy metal-riffs, solide og tekniske sangstrukturer.
10. marts 2003 fulgte bandet op med Hate Them, som havde en intro og outro, der begge var lavet af det norske industrial metal-band Red Harvest. Albummet skulle angiveligt være blevet indspillet på bare 26 timer. Allerede lige efter færdiggørelsen begyndte de at skrive materiale til et 11. album, hvor Fenriz sendte Nocturno Culto nogle sangetekster, som han derefter baserede noget af sin musik på.
Darkthrones 11. studiealbum, Sardonic Wrath, blev lækket via internettet i april 2004, hvilket var overraskende tidligt, da det først blev udgivet officielt den 6. september. Dog indeholdt den endelige version af albummet væsentlige ændringer fra piratkopien. Ordene "sardonic wrath" omtales i Satans Bog i den Sataniske Bibel. Albummet er dedikeret til Bathorys Quorthon, som døde i juni 2004.
Samme år blev bandet nomineret til en Alarmpris i kategorien 'Metal' for udgivelsen af Sardonic Wrath. Dagen efter navnene på de nominerede var blevet offentliggjort, udtalte Fenriz i et interview med Aftenposten:
| Citat                                      | Vi spiller rigtig og ærlig black metal, og vi har ingen interesse i at være en del af musikindustriens glitter og showbiz. | Citat |
| Fenriz om Darkthrones Alarmprisnominering. | |       |

Efter artiklen blev trykt, tog arrangøren af Alarmprisen kontakt til Darkthrone for at finde en løsning, hvilket endte med at Darkthrone helt blev fjernet fra listen over nominerede. Efterfølgende kommenterede Fenriz på hele affæren og sagde, at han sådan set var "fuldstændig ligeglad med om Darkthrone var nominerede eller ej", men at han "ikke mente, at priser var noget for dem".
Nocturno Culto udtalte om sagen, at han var meget imod priser til black metal-bands og hele det "cirkus", som det har ført med sig.
2. august 2005 udgav Darkthrone en ep, Under Beskyttelse av Morke i Japan. Ep'en indeholdt ikke tidligere udgivet materiale fra indspilningerne af Under a Funeral Moon og blev kun udgivet i 666 eksemplarer.
Samme år bekræftede Darkthrone, at de var vendt tilbage til Peaceville Records efter i 1994 at have forladt dem til fordel for Satyrs Moonfog Productions. Nocturno Culto og Fenriz havde også sammen stiftet deres eget pladeselskab, Tyrant Syndicate Productions, som skulle hjælpe med at udgive deres fremtidige album.

### Tilbage hos Peaceville (2006- )
Året efter, 23. januar 2006, kom ep'en Too Old, Too Cold, som indeholdt fire nye sange, hvoraf to var fra bandets kommende album, en var en coverversion af Siouxsie & the Banshees-sangen "Love In A Void" – hvilket undrede, idet Fenriz tidligere havde været meget negativt stillet overfor ideen om at indspille coverversioner af sange, og en sang havde Grutle Kjellson fra Enslaved med på gæstevokal. Ep'en blev Darkthrones første udgivelse til at komme ind på hitlisterne, idet den nåede en 11. plads på den norske hitliste.
27. februar kom bandets 12. studiealbum, The Cult Is Alive. Oprindeligt skulle der være 11 numre på udgivelsen, men dette blev reduceret til ti i stedet for. I forbindelse med udgivelsen optog de også deres første musikvideo nogensinde til sangen "Too Old, Too Cold". I et interview udtalte Culto, at alt det single og videohalløj kun var beregnet til denne ene gang. På albummet synger Fenriz på nummeret "Graveyard Slut". The Cult Is Alive bevæger sig musikalsk lidt længere hen mod den kommercielle mainstream og er musikalsk mere let tilgængeligt end deres tidligere album. Dette førte til, at The Cult Is Alive blev det første Darkthrone-album, som opnåede en placering på den norske albumhitliste, hvor den kom på en 22. plads.
Albummet viser dog samtidig også en ny, stor indflydelse fra crust punk. "Punk-springet" fra Sardonic Wrath og til The Cult Is Alive er den største ændring i Darkthrones musikalske landskab siden "black metal-springet" fra Soulside Journey til A Blaze in the Northern Sky. Fenriz har om stilændringen blot sagt "Kald det black metal eller ond rock, jeg er ligeglad".
Singlen Forebyggende Krig indeholdt nummeret "Forebyggende Krig" fra albummet samt en coverversion af Testors-nummeret "Bad Attitude", hvor Fenriz synger.
23. juli 2007 udgav bandet ep'en NWOBHM. "NWOBHM" er normalt en forkortelse af "New Wave Of British Heavy Metal", men står i dette tilfælde for "New Wave of Black Heavy Metal". Ep'en indeholdt bl.a. Testors-coveret samt numre fra bandets næste album.
Det næste album blev udgivet 24. september 2007 og havde titlen F.O.A.D., som stod for "Fuck Off And Die". Det fortsætter den black metal/crust punk-stil, som begyndte på The Cult Is Alive.
Albumtitlen er en hyldest til det danske band Desexult og deres kendte demo S.O.D.F.O.A.D.
Samme år fejrede Darkthrone deres 20-års jubilæum.
For at fejre deres 21-års jubilæum udgav Darkthrone 9. juni 2008 opsamlingen Frostland Tapes, som indeholder alle Darkthrones fire demoer (Land of Frost, A New Dimension, Thulcandra og Cromlech), Goatlord-indspilningerne uden den senere indsungne vokal samt en sjælden liveoptagelse fra en Darkthrone-koncert i Danmark.
Darkthrones seneste studiealbum, Dark Thrones and Black Flags, blev udgivet 20. oktober 2008.

## Musikalsk stil
Darkthrone har, siden deres andet album A Blaze in the Northern Sky, spillet black metal – en musikgenre som de selv var pionerer indenfor med deres dengang helt nye form for riffs med meget lille variation (nogle har beskrevet det som en "tranceagtig" spillestil), den primitive og kaotiske trommeteknik, den hæst skrigende vokal samt den ekstremt ringe produktion – egenskaber som alle var med til at definere genren "black metal". Som et af de første aktive black metal-bands var de tilmed ansvarlige for en stor del af udbredelsen af black metal i 1990'erne. I direkte modsætning til deres regressive black metal-lyd bestod deres debutalbum Soulside Journey, og de foregående demoer, derimod teknisk dødsmetal.
Bandet er generelt kendt for ikke at have udviklet sig særlig meget musikalsk, og man skal helt frem til den crust punk-inspirerede lyd på The Cult is Alive fra 2006 for at finde en større ændring i deres musikalske stil.
Der har dog været mange andre ændringer i den musikalske stil fra album til album, både store og små, deriblandt fjernelsen af den sidste rest af dødsmetal forud for Under a Funeral Moon, den exceptionelt ringe produktion af Transilvanian Hunger, den gutturale vokal og Celtic Frost-inspirerede lyd på Panzerfaust og det teknisk komplicerede album Total Death.
De første tegn på en større forandring kom ved udgivelsen af Ravishing Grimness i 1999. I tiden fra 1996 til 1999, hvor hans kollega Nocturno Culto havde trukket sig tilbage fra black metal-miljøet, fik Fenriz tiden til at gå med at "nedbryde barrierer" når det kom til hvilken slags musik han hørte, og dette resulterede i albummet var markant anderledes end tidligere udgivelser, idet det havde en meget klar produktion, samt en musikalsk påvirkning fra punk – en påvirkning som kom frem i bandet igen i de crust punk-inspirerede The Cult is Alive, F.O.A.D. og Dark Thrones & Black Flags henholdsvis 7, 8 og 9 år senere. Fenriz har om Ravishing Grimness udtalt:
| Citat                                                      | [...] Vi tilbyder endnu et alternativ til den der 'new school'-stil, som dominerer scenen nu [i 1999], mens vi stadig er i stand til at lave noget 'old school', så de folk, som er interesseret i det, også kan få noget at lytte til. | Citat |
| Fenriz om ændringerne i musikstilen på Ravishing Grimness. | |       |

Interessant nok har Fenriz i et andet interview udtalt at i perioden 1999-2004 var 75% af musikken skrevet af Nocturno Culto, da Fenriz selv led under depression og udbrændthed.
Efter Ravishing Grimness fulgte en periode med flere ændringer i musikstilen, blandt andet begyndte bandet i højere grad end tidligere at benytte egentlige heavy metal-riffs og tekniske sangstrukturer. I en anmeldelse af albummet Sardonic Wrath skrev Allmusic ligefrem: "[...] de 'beefy' guitarriffs er [en] klassisk headbanging, djævlehornssalut til metal á la Black Sabbath." Ydermere bemærkede Allmusic at dele af musikken på albummet svagt minder om både Judas Priest, Motörhead og Iron Maiden samt dele fra shoegazer, rockabilly og rock-genrene. Peacevilles officielle Darkthrone-biografi beskriver albummet som havende "integreret nogle få tydelige punk- og rockindflydelser i nogle riffs".
Andre anmeldere har dog ironisk nok kritiseret lige netop Sardonic Wrath (og forgængeren Hate Them) for at være "generiske", og kritiseret Darkthrone for "ikke at turde tage nogle chancer med deres musik".
Den seneste store ændring i musikken kom i 2006, da bandet udgav det voldsomt punk-inspirerede album The Cult is Alive. Allmusic har skrevet, at "[Darkthrone] er nået til det punkt, hvor de er fanget mellem at forblive tro mod deres oprindelige lyd, eller tilpasse sig den kommercielle markedsplads.". Derudover tilføjede Allmusic, at den nye punkede attitude fik Darkthrone til at "lyde som The Misfits".
Efterfølgeren F.O.A.D. har musikalsk fulgt den nye stil, som The Cult Is Alive grundlagde, mens det dog også rummer den samme heavy metal-lyd, som har været til stede på Darkthrones album siden Plaguewielder, samt en ny, mere thrash-agtig lyd. Bandets seneste album, Dark Thrones and Black Flags fra 2008 fortsætter i samme spor.
Fenriz har udtalt, at "vi ønsker ikke at forandre os [musikalsk]". og har understreget, at bandet ikke lader deres musik påvirke af den musik, han og Nocturno Culto selv hører i deres fritid – deriblandt techno, drum'n'bass og andre former for electronica. I et interview udtalte han således:
| Citat                                           | Enhver påvirkning, som vi får fra de nye ting, som vi lytter til, vil ikke komme ind i Darkthrone, vi vil bare forblive de samme. | Citat |
| Fenriz om andre bands påvirkning af Darkthrone. | |       |

### Tekster
Med undtagelse af Total Death, som blev skrevet af Nocturno Culto og andre black metal-musikere, skrev Fenriz samtlige tekster til Darkthrones tidlige, kendte sange. Om dem har han udtalt:
| Citat                                                 | [...] Det er instinktivt, men også poetisk, og det er på en måde beregnet, for jeg har skrevet sangtekster i lang, lang tid, og jeg har et bestemt sæt æstetiske regler som jeg ikke vil ændre; og jeg forsøger også at komme disse ord i munden på den fyr der synger, som er Nocturno Culto. Så jeg prøver at lave ord, som er store, og nogle af dem skåret ud i sten -- men de skal stadig være noget nyt, og de skal stadig være gode hvis Nocturno Culto skal synge dem. [...] Det er smertefuldt. | Citat |
| Fenriz om sin rolle som forfatter af bandets tekster. | |       |

På de nyeste album har bandet dog delt sangskriverjobbet mellem sig.

### Afstandtagen til medierne og masseeksponering
Darkthrone, og specielt trommeslager Fenriz, er kendt for deres notorisk hårdnakkede afstandtagen til den etablerede musikindustri, medierne, musikvideoer og den 'kendthed' som Darkthrone opnåede som et af start-90'ernes største black metal-bands. Han har forholdt sig neutralt, nærmest uinteresseret, til spørgsmålet om piratkopiering, som kom op efter albummet Sardonic Wrath var blevet lækket til internettet i april 2004 – 5 måneder før dets officielle udgivelse.
Fenriz har omvendt i et interview udtalt, at bandet i de senere år har delt 'pligterne' op mellem sig, således at han selv tager sig af teksterne og pressen, mens Nocturno Culto ordner andre ting, deriblandt forretningsaspektet og bandets forhold til deres pladeselskab.
På trods af deres berømmelse har bandet mange gange nægtet at komme i tv,[kilde mangler] har afvist en nominering til en musikpris og har altid kategorisk nægtet at optræde live. Om markedsførelsen af Darkthrone har Fenriz udtalt:
| Citat                                         | Personligt ønsker jeg ikke at appellere til nogen. Men da jeg var lille købte jeg album ved at bladre dem igennem i butikkerne og så lytte til dem som så ud som om de passede til mig. Så jeg ønsker aldrig at fremskynde album eller berømmelse - men jeg ønsker at albummene skal være tilgængelige. Masserne? Kun måske 1000-1500 mennesker forstår virkelig hvad "Darkthrone-viben" handler om, så fuck masserne. | Citat |
| Fenriz om markedsføring af Darkthrones musik. | |       |

De to medlemmer at Darkthrone, Nocturno Culto og Fenriz, har også begge almindeligt arbejde ved siden af deres musikerkarrierer – Fenriz arbejder i et postkontor og Nocturno Culto er skolelærer – noget som er usædvanligt for kendte metalbands, og endnu mere usædvanligt for black metal-bands, som ellers ofte baserer deres stil på en misantropisk fremstilling af dem selv. Dette er medvirkende til at Darkthrone er forblevet en hobby for duoen, ligesom Fenriz har understreget: "Vi behøver ikke sælge album".
Fenriz er ligeledes bandets kraftigste modstander af liveoptrædender, og har udtalt at han ikke bryder sig om liveoptrædendernes typiske idoldyrkelse af bands som allerede er store og etablerede indenfor scenen og han altid kun har ønsket at lave album. Han har også udtalt sig meget kraftigt imod covernumre, og af samme grund skabte det en del undren da Darkthrone senere inkluderede et covernummer på deres ep Too Old, Too Cold. Efterfølgende har Fenriz udtalt at han "bare valgte den mest primitive sang de havde", men at han stadig "følte sig som en luder" da de indspillede covernummeret.

## Omslag
Darkthrones første album, Soulside Journey, havde et semi-futuristisk albumomslag, designet af tegneren Duncan Fegrado.
Den efterfølgende "sorte trilogi" havde i modsætning hertil omslag, som bestod af sort-hvide fotografier i dårlig kvalitet og med meget lav lyssætning (i øvrigt meget lig Metallicas sorte album). På omslaget til A Blaze in the Northern Sky kunne daværende guitarist Zephyrous anes stående lænet mod en mur med albumtitlen skrevet i tydelige bogstaver nederst.
Under a Funeral Moon havde et lysere omslag, der tydeligere viste Nocturno Culto stående i en skov. Derudover var Under a Funeral Moon det første omslag, hvorpå albumtitlen blev skrevet i en gotisk inspireret skrifttype (noget som bl.a. Burzum også gjorde brug af i samme periode).
Transilvanian Hungers omslag viste Fenriz stående skrigende med en lysestage i højre hånd. Omslaget havde en endnu stærkere kontrast mellem sort og hvid end de to foregående albums, hvilket fik det til at virke mere dystert og "ondt" end dem. Terrorizer valgte i februar 2007 albummet blandt "de bedste albumomslag i verden" og skrev bl.a., at det var pure repræsentativt for deres ideologier om "musikalsk regression", og at det var "et skarpt billede af ondskab, som aldrig rigtig er blevet overgået". Albummet var ment som en hyldest til Mayhem, idet titlen Transilvanian Hunger var en reference til den T-shirt Dead havde på ved sit selvmord, og omslaget er ligeledes kraftigt inspireret af omslaget til Live in Leipzig.
Efter Transilvanian Hunger har Darkthrones omslag været mere vilkårlige. Panzerfaust havde, meget lig Under a Funeral Moon, et billede af Nocturno Culto i en skov, men havde en lys himmel, hvilket skyggede for Nocturno Cultos figur.
Ravishing Grimness havde også et omslag med en skov, men derudover har de fleste omslag været med andre motiver, som f.eks. et astralt motiv på Total Death og det mere kunstneriske omslag til Sardonic Wrath – sidstnævnte i øvrigt designet af den italienske kunstner Lorenzo Mariani, som også har arbejdet sammen med bands som Marduk og Aborym.

## Medlemmer
- Fenriz (Gylve Nagell) – Trommer, bas, vokal – (1986-)
- Nocturno Culto (Ted Skjellum) – Vokal, guitar, bas (1988-)

### Tidligere medlemmer
- Zephyrous (Ivar Enger) – Guitar (1987-1995)
- Dag Nilsen – Bas (1988-1991)
- Anders Risberget – Guitar (1986-1988)

## Diskografi
| - 1991: Soulside Journey - 1992: A Blaze in the Northern Sky - 1993: Under a Funeral Moon - 1994: Transilvanian Hunger - 1995: Panzerfaust - 1996: Total Death - 1996: Goatlord - 1999: Ravishing Grimness - 2001: Plaguewielder - 2003: Hate Them - 2004: Sardonic Wrath - 2006: The Cult Is Alive - 2007: F.O.A.D. - 2008: Dark Thrones and Black Flags - 2010: Circle the Wagons - 2013: The Underground Resistance - 2016: Arctic Thunder - 2019: Old Star - 2021: Eternal Hails...... - 2022: Astral Fortress - 2005: Under Beskyttelse av Morke - 2006: Too Old, Too Cold - 2007: NWOBHM - 2000: "God of Disturbance and Friction" (udgivet på Moonfog-opsamlingen Moonfog 2000 - A Different Perspective) - 2006: "Forebyggende Krig" | - 1996: Goatlord - 2000: Preparing for War - 2005: Preparing for War (bokssæt) - 2008: Frostland Tapes Dette er album med andre bands' indspillede coverversioner af Darkthrone-numre. - 1998: Darkthrone Holy Darkthrone - 1999: The Next Thousand Years Are Ours Soundtracks hvorpå Darkthrone har medvirket. - 2003: Demonlover (med "Kathaarian Life Code") |

### Bootlegs
- Set bort fra Mayhem, er Darkthrone muligvis det black metal-band, der har været produceret flest bootlegs af. De tre mest kendte af disse inkluderer The Roots of Evilness Live, der indeholder en af Darkthrones optrædender fra 1990 med Thulcandra-demoindspilningen; The True Legends in Black, der er et splitablum med Mayhem, der også indeholder Thulcandra, og endelig A Night of Unholy Black Metal, der indeholder en optagelse af Darkthrones endelige optræden fra 1996, med yderlige 4 livesange fra 1991 og 5 sange fra bandets øvelser op til indspilningen af Under A Funeral Moon.